# Ficus arawaensis
Ficus arawaensis là một loài thực vật có hoa trong họ Moraceae. Loài này được Corner mô tả khoa học đầu tiên năm 1961.